# Бишко, Дмитрий Юрьевич
Дмитрий Юрьевич Бишко (укр. Дмитро Юрійович Бішко; род. 1936 год) — машинист экскаватора передвижной механизированной колонны № 71 треста «Западводстрой» Министерства мелиорации и водного хозяйства Украинской ССР, Львовская область. Герой Социалистического Труда (1986).

## Биография
Родился в крестьянской семье в одном из сельских населённых пунктов современной Львовской области. После срочной службы в Советской Армии работал бурильщиком артезианских скважин передвижной механизированной колонны № 72 треста «Западводстрой». С 1960-х годов — помощник машиниста, машинист многоковшового экскаватора, руководитель звена по строительству гончарного дренажа Дрогобычской передвижной механизированной колонны № 72 треста «Западводстрой» Львовской области. Член КПСС с 1971 года. В 1983 году работал четыре месяца машинистом многоковшового экскаватора в совхозе «Новленский» Вологодской области.
Досрочно выполнил производственные задания и личные социалистические обязательства Одиннадцатой пятилетки (1981—1985). Указом Президиума Верховного Совета СССР от 13 августа 1986 года «за выдающиеся производственные достижения, досрочное выполнение заданий одиннадцатой пятилетки и социалистических обязательств на основе повышения производительности труда и эффективного использования техники в водохозяйственном строительстве и проявленный трудовой героизм» удостоен звания Героя Социалистического Труда с вручением ордена Ленина и золотой медали «Серп и Молот».
Награды
- Герой Социалистического Труда
- Орден Ленина — дважды
- Орден Трудового Красного Знамени
- Заслуженный мелиоратор Украинской ССР